# O Combate (Guarda)
O Combate foi um jornal republicano português, lançado a 6 de outubro de 1904 por José Augusto de Castro, para a defesa do intervencionismo na Guarda.

## Histórico
O jornal foi fundado pelo poeta, jornalista, comerciante e funcionário público José Augusto de Castro.
Quando do lançamento do periódico este foi saudado por França Borges, então nome importante da imprensa republicana portuguesa, "...com entusiasmo este novo defensor dos princípios democráticos [O Combate], que para mais conta com a colaboração de uma bela alma cheia de sentimento [José Augusto de Castro], e a democracia a estabelecer... em Portugal".

## Registos
Em fevereiro de 2016 a Biblioteca Municipal Eduardo Lourenço serviu de palco a palestras sobre o periódico: uma no dia 16, do doutorando José Luís Lima Garcia, com tema “O jornal ‘O Combate’ e a defesa do intervencionismo republicano na Guarda”; outra no dia 24 da académica Regina Gouveia, com tema "O periodismo no tempo de José Augusto de Castro".